# Matt Reid

 Matt Reid  nacido el 17 de julio de 1990 es un tenista profesional australiano.Su ranking más alto a nivel individual fue el puesto Nº 183, alcanzado el 3 de febrero de 2014. A nivel de dobles alcanzó el puesto Nº 115 el 4 de noviembre de 2013.

## Carrera
Comenzó a jugar tenis a los seis años porque su familia tenía una pista de tenis de asfalto viejo en su patio trasero.
Le fue ofrecida una beca para la Academia de Nick Bollettieri en Florida cuando tenía 15 años.
Alcanzó la final de Wimbledon Junior en el año 2008 junto a su compatriota Bernard Tomic cayendo 10-12 en el set final.
Ganó su primer título ITF Futures en el 2009, en Estados Unidos el F19 en Godfrey (Illinois).
En el año 2011, obtiene 3 título ITF Futures, en Serbia, Rumania y Australia, irrumpiendo en el Top 300 del mundo por primera vez.
Sus héroes en el tenis son Pat Rafter, por su modestia y la deportividad y Lleyton Hewitt por su enfoque en la cancha y la determinación. Su torneo favorito es Wimbledon.

### 2013
Es durante el año 2013 que comienza a triunfar a nivel challenger, pero sobre todo en la modalidad de dobles.
En febrero obtiene su primer título challenger en dobles,junto a su compatriota Samuel Groth, al ganar en la primera edición del Challenger de Adelaida, derrotando en la final a la también pareja australiana James Duckworth - Greg Jones por 6-2, 6-4.
En el mes de abril gana su segundo título challenger, también en dobles y también con una pareja compatriota, esta vez con Chris Guccione. Obtuvieron el título del Challenger de León, y derrotaron en la final a la pareja india formada por Purav Raja y Divij Sharan por 6–3, 7–5.
En el mes de octubre obtiene su tercer título, nuevamente en dobles. Junto a su compatriota John-Patrick Smith derrotaron en la final del Sacramento Challenger, disputado en la ciudad estadounidense de Sacramento, a la pareja local formada por Donald Young y Jarmere Jenkins.

### 2014
Comienza el año airosamente en el mes de enero. Se presentó para disputar el torneo challenger McDonald's Burnie International organizado en su país. Ganó el título de individuales derrotando al japonés Hiroki Moriya en la final, y también ganó el título de dobles junto a su compatriota John-Patrick Smith derrotando en la final a la pareja formada por el japonés Toshihide Matsui y el tailandés Danai Udomchoke.

## Títulos ATP (0; 0+0)

### Dobles (0)
| Leyenda                                        |
| Grand Slam (0)                                 |
| Tennis Masters Cup / ATP World Tour Finals (0) |
| Juegos Olímpicos (0)                           |
| ATP Masters 1000 (0)                           |
| ATP World Tour 500 (0)                         |
| ATP World Tour 250 (0)                         |

#### Finalista (1)
| N.º | Fecha               | Torneo  | Superficie | Pareja             | Oponentes en la final           | Resultado        |
| --- | ------------------- | ------- | ---------- | ------------------ | ------------------------------- | ---------------- |
| 1.  | 22 de julio de 2017 | Newport | Hierba     | John-Patrick Smith | Aisam-ul-Haq Qureshi Rajeev Ram | 4-6, 6-4, [7-10] |

## Challenger

### Individuales
| N.º | Fecha      | Torneo               | Superficie | Rival en la final | Resultado |
| --- | ---------- | -------------------- | ---------- | ----------------- | --------- |
| 1.  | 01.02.2014 | Challenger de Burnie | Dura       | Hiroki Moriya     | 6-3, 6-2  |

### Dobles
| N.º | Fecha      | Torneo                   | Superficie | Pareja             | Rival en la final                | Resultado        |
| --- | ---------- | ------------------------ | ---------- | ------------------ | -------------------------------- | ---------------- |
| 1.  | 10.02.2013 | Challenger de Adelaida   | Dura       | Samuel Groth       | James Duckworth Greg Jones       | 6-2, 6-4         |
| 2.  | 07.04.2013 | Challenger de León       | Dura       | Chris Guccione     | Purav Raja Divij Sharan          | 6-3, 7-5         |
| 3.  | 06.10.2013 | Challenger de Sacramento | Dura       | John-Patrick Smith | Jarmere Jenkins Donald Young     | 7-61, 4-6, 14-12 |
| 4.  | 01.02.2014 | Challenger de Burnie     | Dura       | John-Patrick Smith | Toshihide Matsui Danai Udomchoke | 6-4, 6-2         |
| 5.  | 15.11.2014 | Challenger de Yokohama   | Dura       | Bradley Klahn      | Marcus Daniell Artem Sitak       | 4-6, 6-4, 10-7   |
| 6.  | 08.02.2015 | Challenger de Burnie (2) | Dura       | Carsten Ball       | Radu Albot Matthew Ebden         | 7-5, 6-4         |